# 源師房
源師房（1008年—1077年），平安時代中期的公卿、歌人、原為皇族，幼名萬壽宮，被稱為資定王，後在元服後臣籍降下，被賜源朝臣姓，並被當時將其認作猶子的姊夫正二位關白藤原頼通改名為「師房」，便成為開創村上源氏中院流一系的祖先，從他之後到江戶時代誕生了10家公家（1家清華家、1家大臣家、8家羽林家）和2家武家（北畠家、赤松家）。他是村上天皇的孫子，正二位中務卿具平親王的長子。官至從一位右大臣。時人稱之為「土御門右大臣」。

## 生平
源師房為日本皇族出身，剛出生時幼名為「萬壽宮」，而後被命名為「資定王」，剛出生沒有多久，其父具平親王便去世了。所以他便成為其大姐隆姫女王的丈夫，也就是他的大姊夫藤氏長者、關白、内大臣藤原頼通的猶子（在鎌倉時代以前養子和猶子之間並無多大區別）。
後一條天皇寬仁四年（1020年）正月敘位為從四位下，並且在12月時進行元服的同時，被臣籍降下，並賜予源朝臣姓，同時從資定改名為師房。此外，藤原賴通自己頗為喜歡這個名字，就分別取一個字替自己的長子命名為通房、第六子命名為師實，並且這兩人都娶了師房的女兒為妻。
而就在同年（1020年）的閏12月，師房被任命為侍從（天皇側近的侍從官，定員隨著時代演變在8-20人間變動）。
治安三年（1023年） 12月15日，師房升任為右近衛權中將。
治安四年（1024年） 正月26日，兼任近江介（地方官副手，地位大致相當於今滋賀縣副知事，但權力大很多，因日本古代地方官有管理行政司法警備等一切事務的權力）一職
萬壽元年（1024年）3月，15歲的師房迎娶原太政大臣藤原道長的第五女，21歲的藤原尊子為妻（藤原頼通的同父異母妹妹，師房的小姑）。而除了尊子以外，藤原道長的其他女兒通通都嫁給了天皇和親王等皇室為妃子，師房是唯一以人臣身分成為道長女婿的。
同年（1024年）9月19日，師房升敘為正四位下，並且在兩日後的21日，師房便以特例被升敘為從三位，以15歲多的弱冠之年位列公卿，職務上仍擔任右近衛權中將並卸任近江介一職。通過與攝關家的聯姻建立了密切關係，使得新生的村上源氏家族的地位得到了很有力的提升。以至於到了後來，人們也是普遍有「源氏家族的土御門右丞相（師房）的後代子孫是御堂（道長）的後裔之一」的言論。
晉升為公卿2年後，年約18歲的師房，在萬壽三年（1026年）11月6日升任為權中納言（太政官次席次官，為議政官之一），進入日本朝廷核心決策層之中。20天後兼任春宮權大夫(東宮傅)一職，成為皇太子敦良親王，也就是後來的後朱雀天皇的老師之一（二人同時也是連襟，東宮妃藤原嬉子是藤原道長第六女）。
萬壽四年（1027年），19歲的師房迎來他和藤原尊子的第一個孩子，長女源妧子出生。
長元二年（1029年）正月24日，21歲的師房升敘為正三位，年底的12月20日又升敘為從二位，這年次女源澄子出生。隔年又兼任起左衛門督的官職。
長元五年（1032年）12月19日，24歲的師房升敘為正二位
長元八年（1035年）10月14日，27歲的師房因為身為從一位左大臣、關白藤原頼通的猶子而順利升遷為權大納言，已經成為日本當時最高決策層成員之一（大納言為太政官首席次官，再往上就是那幾位大臣了）。而就在同一年，他的長子源俊房，也就是日後的「堀川左大臣」出生了
長元九年（1036年）4月17日，因後朱雀天皇準備登基成為日本第69代天皇，因此東宮就沒了太子，因此師房卸下已經兼任近10年的春宮權大夫一職。但隔年又被委派兼任春宮權大夫一職，負責擔任皇太子親仁親王（同時也是師房的外甥）的教育老師之一，在這年第二子源顕房也出生了。
師房與其養父從一位左大臣、關白藤原賴通彼此的關係十分親密，且為周遭眾人所熟知，賴通對信房更是信賴有加，從以下的例子中可以看出二者關係之深厚：
- 長久元年（1040年），在舉行臨時、小型的拜官授職儀式（小除目）時，關白藤原賴通（48歲）以身體不適（中風）的理由而無法入宫主持儀式。但後朱雀天皇卻認為該儀式還是應該由關白來舉行儀式，因此他三番五次派遣藏人頭（天皇的秘書官）藤原資房前往賴通的府上去勸說，但卻都讓賴通因病婉拒前往主持儀式。天皇只好召見已經是高級官員（權大納言）的師房前去賴通的居所去勸說[4]。
- 長久元年（1040年），對於某個案件，後朱雀天皇同樣派遣資房前去詢問賴通對於此事的態度是如何時，資房認為這個案件中師房已經對天皇的決定認可[4]，以二人關係之深厚，這個認可也可以認為是賴通的意思了。因此資房認為應該不需再去向賴通詢問看法了。[5]

長久四年（1043年），35歲的師房又兼任起按察使一職。
寬德二年（1045年），正月16日因後冷泉天皇準備登基成為日本第70代天皇，因此第二次卸任春宮權大夫職位。此時他的第三子也出生了，即後來的第37世天臺座主、大僧正仁覺。
在接任權大納言一職後，師房有將近30年的時間都是擔任該職位，因為道長的兒子們（賴通－左大臣、教通－右大臣、頼宗－內大臣），都十分長壽，因此大臣的職位始終沒有空缺出現，故只能以權大納言的身分參與政務。直到後冷泉天皇康平八年（1165年），右大臣藤原頼宗薨逝，隨之而來的就是內大臣一職的空缺出現，而該職位的有力競爭者有兩個人，第一個就是身為筆頭權大納言的師房，另一個則是左大臣、藤氏長者藤原教通的第三子，未來攝關家繼承人之一的權大納言藤原信長，結果最終由師房勝出，成功升任內大臣一職，成為當時四大太政官之末。這是自左大臣源重信以來近七十年來又一位源氏出身的人擔任大臣之位（信長則升任大納言正官）。

## 為官經歴
注記のないものは『公卿補任』による。
- 12歲－寬仁4年（1020年） 正月5日：從四位下（直敘、二世、天暦御後）。12月26日：臣籍降下、賜源朝臣（元服日）、從「資定」改名為「師房」。閏12月23日：任侍從
- 13歲－治安元年（1021年） 10月8日：允許正裝穿著禁色（禁色，是指無天皇敕許則不可著用的顏色，基本上是赤、青、濃紫、濃緋、濃蘇芳等顏色，升晉為三位以上的公卿或天皇特許時可穿。）
- 15歲－治安3年（1023年） 12月15日：升任右近衛權中將
- 16歲－治安4年（1024年） 正月26日：兼任近江介。9月19日：正四位下（行幸高陽院之次、越階）。9月21日：從三位（太皇太后宮自關白家入内本宮賞、二階）、右中將如故、卸任近江介一職[6]
- 18歲－萬壽3年（1026年） 11月6日：升任權中納言。11月26日：兼任春宮權大夫（春宮：敦良親王）
- 21歲－長元2年（1029年） 正月24日：正三位（關白譲）。12月20日：從二位（八幡賀茂行幸行事賞）
- 22歲－長元3年（1030年）?：兼任左衛門督
- 24歲－長元5年（1032年） 12月19日：正二位（上東門院日来移御賀陽院亭而遷御日賞）
- 27歲－長元8年（1035年） 10月14日：權大納言、春宮權大夫如故
- 28歲－長元9年（1036年） 4月17日：卸任春宮權大夫一職（因後朱雀天皇践祚）
- 29歲－長元10年（1037年） 8月17日：再度兼任春宮權大夫（春宮・親仁親王）
- 35歲－長久4年（1043年） 正月24日：兼任按察使
- 37歲－寬德2年（1045年） 正月16日：再度卸任春宮權大夫（因後冷泉天皇践祚）
- 40歲－永承3年（1048年） 正月某日：卸任按察使
- 46歲－天喜2年（1054年） 9月9日：服解。9月23日：復任
- 56歲－康平7年（1064年） 12月26日：升任右近衛大將
- 57歲－康平8年（1065年） 6月3日：升任内大臣。6月6日：仍兼任右大將
- 61歲－延久元年（1069年） 8月22日：升任右大臣。8月25日：仍兼任右大將
- 64歲－延久4年（1072年） 6月13日：敕許宮中可乘輦車
- 66歲－延久6年（1074年） 正月28日：從一位
- 67歲－承保2年（1075年） 11月7日：敕許可乘坐牛車進出閤門（宮殿側門）。12月15日：兼左近衛大将皇太子傅（關白左大臣辭替、春宮・善仁親王）
- 68歲－承保3年（1076年） 12月29日：宣旨、諸節會不經行列自被可參上者
- 69歲－承保4年（1077年） 2月13日：上表辭去官位。2月17日：勅宣任太政大臣之状、出家、薨去（右大臣從一位）[7]

## 家庭
- 父親：正二位中務卿－具平親王
- 母：為平親王次女
- 妻：藤原尊子（1003?-1087） - 藤原道長第五女
  - 長女：源妧子（1027-1108） - 藤原通房正妻
  - 次女：源澄子（1029?-1087）
  - 三女：?
  - 長子：從一位左大臣－源俊房（1035-1121）
  - 次子：從一位右大臣－源顕房（1037-1094）
  - 四女：源麗子（1040-1114） - 藤原信家養女、藤原師實正妻
  - 三男：第37世天臺座主、大僧正－仁覺（1045-1102）
- 妻：藤原頼宗之女
  - 四男：正二位大納言－源師忠（1054-1114）
- 妻：源憲清之女
  - 男子：少僧都－實覺（1063-1130）
- 生母不明的子女
  - 女子：藤原宗實（藤原頼宗的孫子）正妻[8]
- 養女：藤原師實正妻、行玄・尋範母－藤原忠俊之女
- 養子
  - 男子：源廣綱（1048-1108）[9] - 藤原成國之子

## 世系圖
|  |  | (60)醍醐天皇 | (60)醍醐天皇 | (60)醍醐天皇 | (60)醍醐天皇 | (60)醍醐天皇 | (60)醍醐天皇 |  |  | (61)朱雀天皇 | (61)朱雀天皇 | (61)朱雀天皇 | (61)朱雀天皇 | (61)朱雀天皇 | (61)朱雀天皇 |  |  | 廣平親王     | 廣平親王     | 廣平親王     | 廣平親王     | 廣平親王     | 廣平親王     |  |  |                       |                       |                       |                       |                       |                       |  |  |                                  |                                  |                                  |                                  |                                  |                                  |  |  |                |                |                |                |                |                |  |  |
|  |  | (60)醍醐天皇 | (60)醍醐天皇 | (60)醍醐天皇 | (60)醍醐天皇 | (60)醍醐天皇 | (60)醍醐天皇 |  |  | (61)朱雀天皇 | (61)朱雀天皇 | (61)朱雀天皇 | (61)朱雀天皇 | (61)朱雀天皇 | (61)朱雀天皇 |  |  | 廣平親王     | 廣平親王     | 廣平親王     | 廣平親王     | 廣平親王     | 廣平親王     |  |  |                       |                       |                       |                       |                       |                       |  |  |                                  |                                  |                                  |                                  |                                  |                                  |  |  |                |                |                |                |                |                |  |  |
|  |  |              |              |              |              |              |              |  |  | (62)村上天皇 | (62)村上天皇 | (62)村上天皇 | (62)村上天皇 | (62)村上天皇 | (62)村上天皇 |  |  | (63)冷泉天皇 | (63)冷泉天皇 | (63)冷泉天皇 | (63)冷泉天皇 | (63)冷泉天皇 | (63)冷泉天皇 |  |  | (65)花山天皇          | (65)花山天皇          | (65)花山天皇          | (65)花山天皇          | (65)花山天皇          | (65)花山天皇          |  |  |                                  |                                  |                                  |                                  |                                  |                                  |  |  |                |                |                |                |                |                |  |  |
|  |  |              |              |              |              |              |              |  |  | (62)村上天皇 | (62)村上天皇 | (62)村上天皇 | (62)村上天皇 | (62)村上天皇 | (62)村上天皇 |  |  | (63)冷泉天皇 | (63)冷泉天皇 | (63)冷泉天皇 | (63)冷泉天皇 | (63)冷泉天皇 | (63)冷泉天皇 |  |  | (65)花山天皇          | (65)花山天皇          | (65)花山天皇          | (65)花山天皇          | (65)花山天皇          | (65)花山天皇          |  |  |                                  |                                  |                                  |                                  |                                  |                                  |  |  |                |                |                |                |                |                |  |  |
|  |  |              |              |              |              |              |              |  |  | 兼明親王     | 兼明親王     | 兼明親王     | 兼明親王     | 兼明親王     | 兼明親王     |  |  | 致平親王     | 致平親王     | 致平親王     | 致平親王     | 致平親王     | 致平親王     |  |  | (67)三條天皇          | (67)三條天皇          | (67)三條天皇          | (67)三條天皇          | (67)三條天皇          | (67)三條天皇          |  |  | 敦明親王(小一条院)               | 敦明親王(小一条院)               | 敦明親王(小一条院)               | 敦明親王(小一条院)               | 敦明親王(小一条院)               | 敦明親王(小一条院)               |  |  |                |                |                |                |                |                |  |  |
|  |  |              |              |              |              |              |              |  |  | 兼明親王     | 兼明親王     | 兼明親王     | 兼明親王     | 兼明親王     | 兼明親王     |  |  | 致平親王     | 致平親王     | 致平親王     | 致平親王     | 致平親王     | 致平親王     |  |  | (67)三條天皇          | (67)三條天皇          | (67)三條天皇          | (67)三條天皇          | (67)三條天皇          | (67)三條天皇          |  |  | 敦明親王(小一条院)               | 敦明親王(小一条院)               | 敦明親王(小一条院)               | 敦明親王(小一条院)               | 敦明親王(小一条院)               | 敦明親王(小一条院)               |  |  |                |                |                |                |                |                |  |  |
|  |  |              |              |              |              |              |              |  |  | (源)高明     | (源)高明     | (源)高明     | (源)高明     | (源)高明     | (源)高明     |  |  | 為平親王     | 為平親王     | 為平親王     | 為平親王     | 為平親王     | 為平親王     |  |  |                       |                       |                       |                       |                       |                       |  |  | 禎子內親王 （後三條母、陽明門院) | 禎子內親王 （後三條母、陽明門院) | 禎子內親王 （後三條母、陽明門院) | 禎子內親王 （後三條母、陽明門院) | 禎子內親王 （後三條母、陽明門院) | 禎子內親王 （後三條母、陽明門院) |  |  |                |                |                |                |                |                |  |  |
|  |  |              |              |              |              |              |              |  |  | (源)高明     | (源)高明     | (源)高明     | (源)高明     | (源)高明     | (源)高明     |  |  | 為平親王     | 為平親王     | 為平親王     | 為平親王     | 為平親王     | 為平親王     |  |  |                       |                       |                       |                       |                       |                       |  |  | 禎子內親王 （後三條母、陽明門院) | 禎子內親王 （後三條母、陽明門院) | 禎子內親王 （後三條母、陽明門院) | 禎子內親王 （後三條母、陽明門院) | 禎子內親王 （後三條母、陽明門院) | 禎子內親王 （後三條母、陽明門院) |  |  |                |                |                |                |                |                |  |  |
|  |  |              |              |              |              |              |              |  |  |              |              |              |              |              |              |  |  | (64)圓融天皇 | (64)圓融天皇 | (64)圓融天皇 | (64)圓融天皇 | (64)圓融天皇 | (64)圓融天皇 |  |  | (66)一條天皇          | (66)一條天皇          | (66)一條天皇          | (66)一條天皇          | (66)一條天皇          | (66)一條天皇          |  |  | (68)後一條天皇                   | (68)後一條天皇                   | (68)後一條天皇                   | (68)後一條天皇                   | (68)後一條天皇                   | (68)後一條天皇                   |  |  |                |                |                |                |                |                |  |  |
|  |  |              |              |              |              |              |              |  |  |              |              |              |              |              |              |  |  | (64)圓融天皇 | (64)圓融天皇 | (64)圓融天皇 | (64)圓融天皇 | (64)圓融天皇 | (64)圓融天皇 |  |  | (66)一條天皇          | (66)一條天皇          | (66)一條天皇          | (66)一條天皇          | (66)一條天皇          | (66)一條天皇          |  |  | (68)後一條天皇                   | (68)後一條天皇                   | (68)後一條天皇                   | (68)後一條天皇                   | (68)後一條天皇                   | (68)後一條天皇                   |  |  |                |                |                |                |                |                |  |  |
|  |  |              |              |              |              |              |              |  |  |              |              |              |              |              |              |  |  | 昭平親王     | 昭平親王     | 昭平親王     | 昭平親王     | 昭平親王     | 昭平親王     |  |  |                       |                       |                       |                       |                       |                       |  |  | (69)後朱雀天皇                   | (69)後朱雀天皇                   | (69)後朱雀天皇                   | (69)後朱雀天皇                   | (69)後朱雀天皇                   | (69)後朱雀天皇                   |  |  | (70)後冷泉天皇 | (70)後冷泉天皇 | (70)後冷泉天皇 | (70)後冷泉天皇 | (70)後冷泉天皇 | (70)後冷泉天皇 |  |  |
|  |  |              |              |              |              |              |              |  |  |              |              |              |              |              |              |  |  | 昭平親王     | 昭平親王     | 昭平親王     | 昭平親王     | 昭平親王     | 昭平親王     |  |  |                       |                       |                       |                       |                       |                       |  |  | (69)後朱雀天皇                   | (69)後朱雀天皇                   | (69)後朱雀天皇                   | (69)後朱雀天皇                   | (69)後朱雀天皇                   | (69)後朱雀天皇                   |  |  | (70)後冷泉天皇 | (70)後冷泉天皇 | (70)後冷泉天皇 | (70)後冷泉天皇 | (70)後冷泉天皇 | (70)後冷泉天皇 |  |  |
|  |  |              |              |              |              |              |              |  |  |              |              |              |              |              |              |  |  | 具平親王     | 具平親王     | 具平親王     | 具平親王     | 具平親王     | 具平親王     |  |  | (源)師房 〔村上源氏〕 | (源)師房 〔村上源氏〕 | (源)師房 〔村上源氏〕 | (源)師房 〔村上源氏〕 | (源)師房 〔村上源氏〕 | (源)師房 〔村上源氏〕 |  |  |                                  |                                  |                                  |                                  |                                  |                                  |  |  | (71)後三條天皇 | (71)後三條天皇 | (71)後三條天皇 | (71)後三條天皇 | (71)後三條天皇 | (71)後三條天皇 |  |  |
|  |  |              |              |              |              |              |              |  |  |              |              |              |              |              |              |  |  | 具平親王     | 具平親王     | 具平親王     | 具平親王     | 具平親王     | 具平親王     |  |  | (源)師房 〔村上源氏〕 | (源)師房 〔村上源氏〕 | (源)師房 〔村上源氏〕 | (源)師房 〔村上源氏〕 | (源)師房 〔村上源氏〕 | (源)師房 〔村上源氏〕 |  |  |                                  |                                  |                                  |                                  |                                  |                                  |  |  | (71)後三條天皇 | (71)後三條天皇 | (71)後三條天皇 | (71)後三條天皇 | (71)後三條天皇 | (71)後三條天皇 |  |  |